# تاته شیهو گاتامه
تاته شیهو گاتامه (به ژاپنی: 縦四方固)-(به انگلیسی: Tate shiho gatame) یکی از فنون و تکنیک‌های دستهٔ کاتامه-وازا رشتهٔ ورزشی جودو است که در زیردستهٔ اوسای‌کومی-وازا دسته‌بندی می‌شود.